# Monasterio de Santa Julia
El monasterio de Santa Julia (en italiano: monastero di Santa Giulia) es un conjunto conventual que se encuentra en Brescia, Lombardía, Italia septentrional. Engloba el más antiguo monasterio de San Salvador edificado en la época lombarda. El aspecto actual del monasterio deriva principalmente de las reconstrucciones realizadas entre los siglos XV y XVI.
En 2011, fue declarado Patrimonio de la Humanidad como parte del grupo de siete bienes inscritos como Centros de poder de los longobardos en Italia (568-774 d. C.) (ref. 1318-003).

## Historia

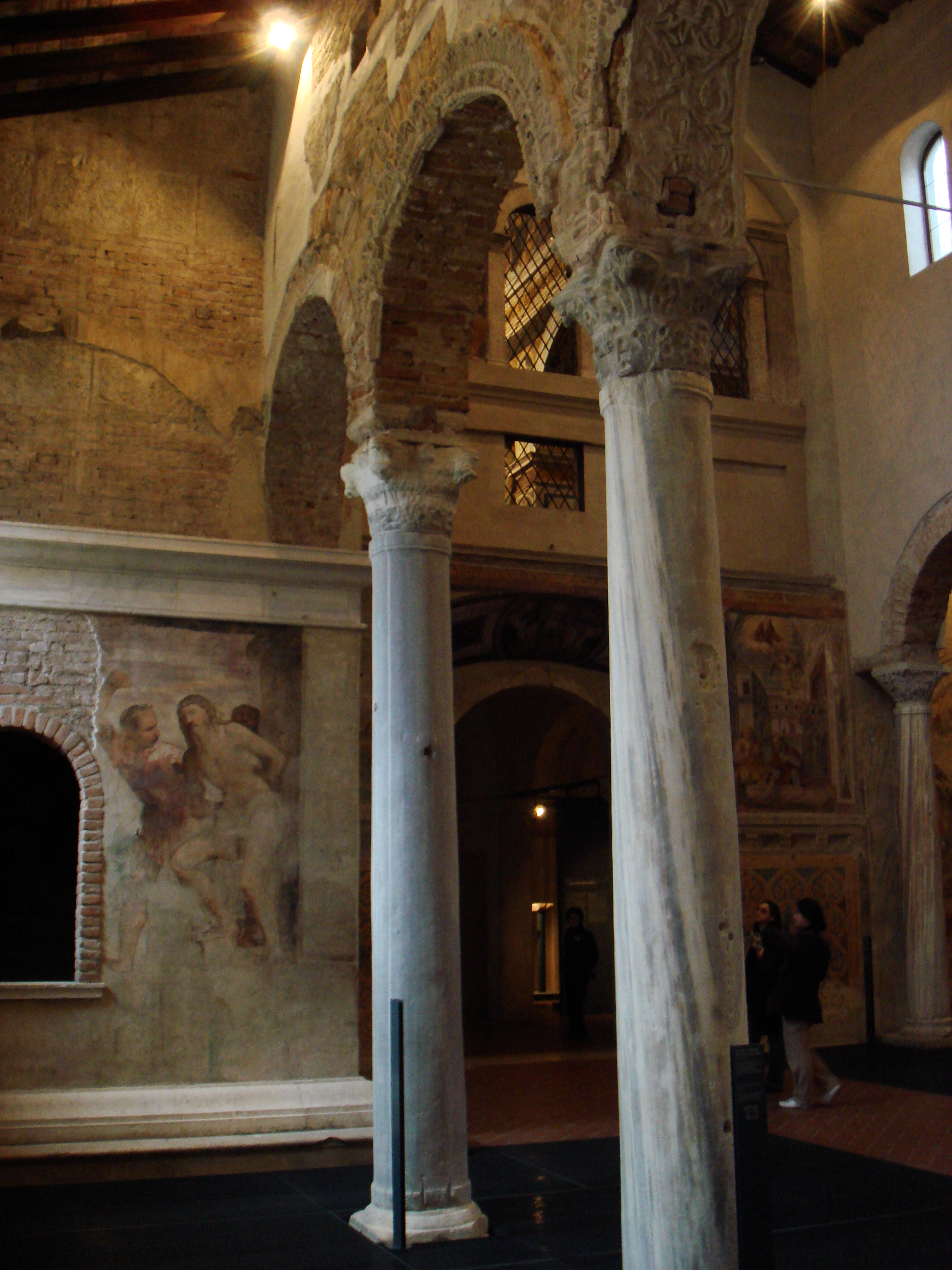
Interior de la basílica de San Salvador con las columnas romanas reutilizadas y la base del campanario con pinturas del Romanino

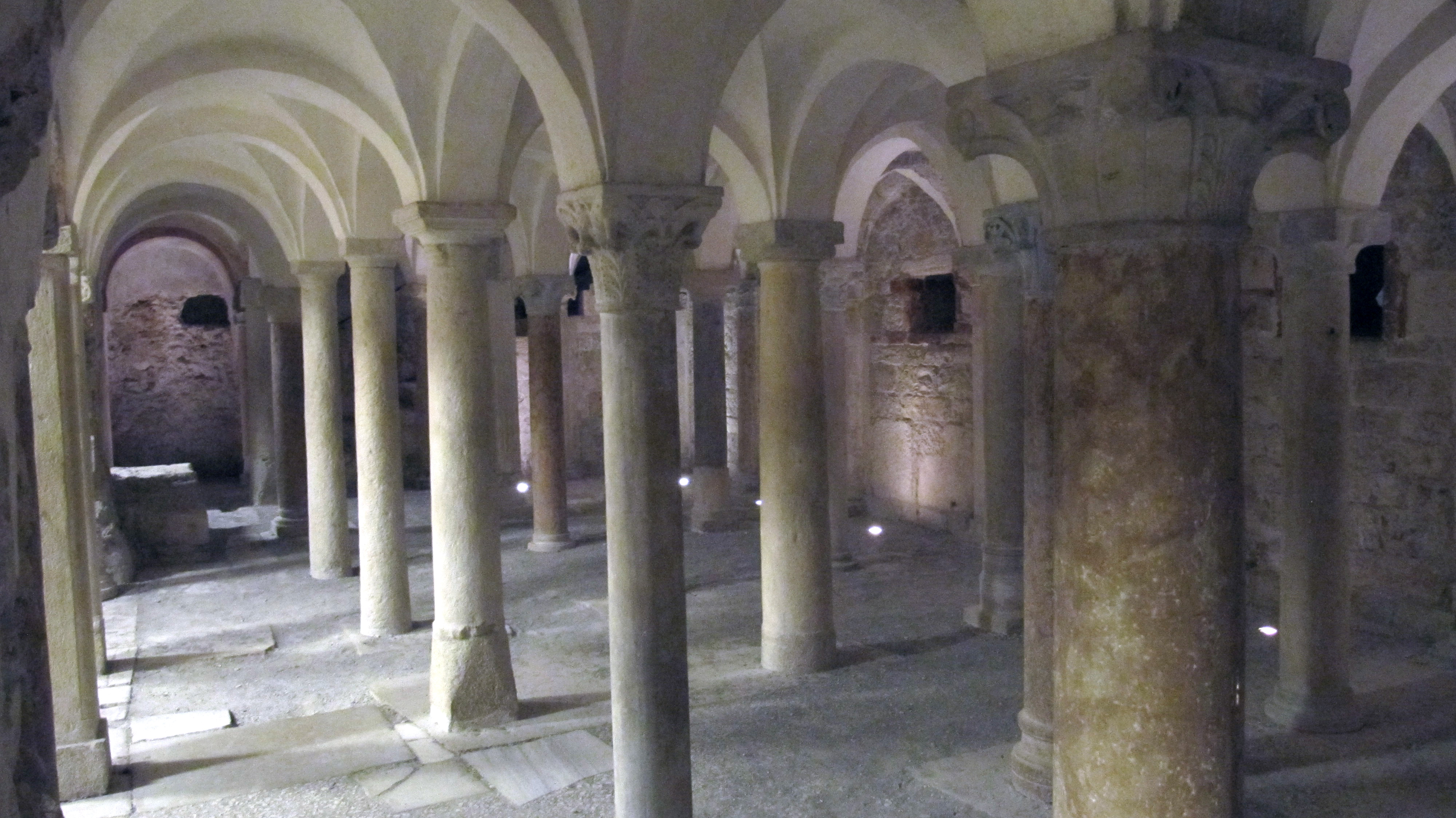
Interior de la cripta de San Salvador

El monasterio de San Salvador fue fundado en el año 753 por decisión del duque lombardo Desiderio (futuro rey de los lombardos) y de su mujer Ansa. Era un monasterio femenino y la primera abadesa fue Anselperga, hija del mismo soberano. El monasterio poseía ingentes riquezas que se extendían más allá del término de Brescia y era al centro de una intensa actividad de intercambio comercial; por estos aspectos se justifica el hecho de que Santa Julia desempeñara el papel de monasterio «regio». Ulterior prueba de la importancia de este lugar de culto viene atestiguado por el hecho de que la ceremonia de consagración de la basílica de San Salvador, realizada en el año 763, fue presidida por el papa Pablo I en persona. En la cripta de la misma basílica fueron colocadas las reliquias de Santa Julia, procedentes de la isla de Gorgona, y las de las santas Sofía, Pistis, Elpis y Agape, y de los santos Hipólito y Pimenio, procedentes de Roma. Con el ascenso al trono de Desiderio se produjo un ulterior impulso al desarrollo del monasterio, con la intención de transformarlo en una tumba dinástica: como afirman las fuentes históricas, confirmadas por recientes investigaciones arqueológicas, en la basílica del San Salvador se sepultó a la reina Ansa así como otros miembros de su familia, probablemente el padre y dos hermanos suyos.
Tras la derrota de Desiderio y la caída del reino lombardo (774), los carolingios confirmaron todos los beneficios que anteriormente se le concedieron a este lugar de culto, que siguió su crecimiento económico ampliando sus posesiones en toda Italia.
A mitad del siglo XII el monasterio pasó por una gran remodelación en estilo románico: fueron reconstruidos los claustros, la cripta de San Salvador fue ampliada y se edificó el oratorio de Santa María en Solario. La estructura actual es sin embargo de la modificación de finales del siglo XV, período en el que fue completado el coro de las monjas, fueron de nuevo reconstruidos los claustros y en el cual fue añadido el edificio septentrional destinado a los dormitorios. En el siglo XVI (1599) fue terminada, al fin, la iglesia de Santa Julia.
El monasterio no sufrió otras transformaciones radicales hasta el 1798, cuando la estructura fue suprimida después de las leyes revolucionarias jacobinas. Fue convertido en cuartel de caballería y todos sus bienes fueron confiscados. Toda la estructura sufrió una degradación lenta pero constante hasta que, en el año 1882, fue habilitada como Museo de la Edad Cristiana. A pesar de esto, la estructura permaneció durante mucho tiempo en un estado de semi-abandono hasta que, en el 1966, el municipio de Brescia adquirió toda la propiedad iniciando las obras de recuperación arquitectónico y de creación del nuevo Museo de Santa Julia.

## La estructura del monasterio a lo largo de los siglos
El conjunto comprende la basílica de San Salvador, cuya forma actual no es la querida originariamente por el rey Desiderio, sino de una reelaboración  datada en torno al siglo IX. Se superpone a una iglesia preexistente con una nave y tres ábsides. A su vez la iglesia surge sobre un edificio precedente de época romana.
El campanario fue construido en los siglos XIII-XIV y fue pintado por el Romanino.

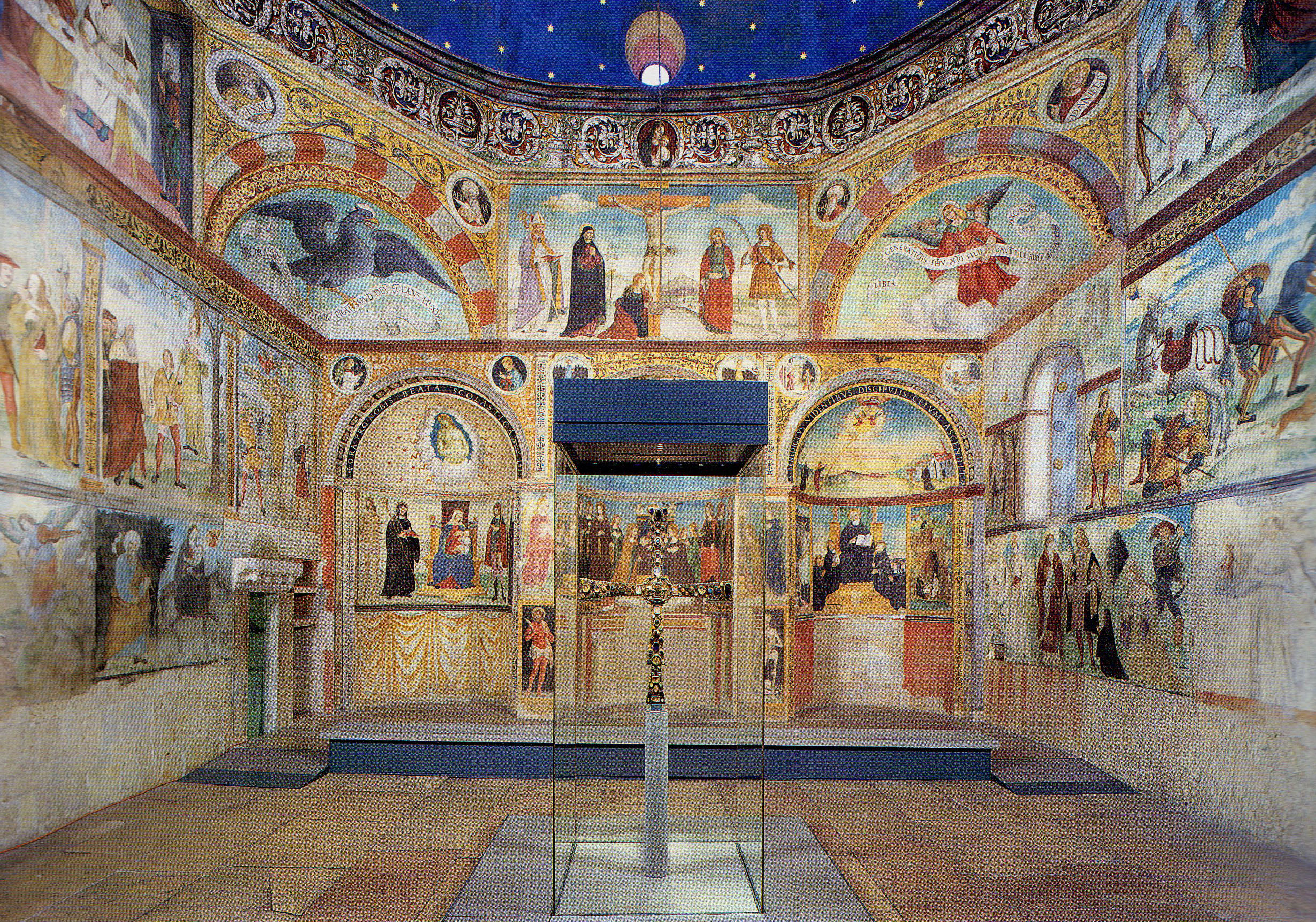
El interior de la iglesia de Santa María en Solario con, en el centro, el relicario que contiene la Cruz de Desiderio

El sacelio de Santa María en Solario se integró en el monasterio a mediados del siglo XII. El edificio tiene una planta cuadrada en dos plantas rematada por un tiburio octogonal con una pequeña logia con arcos. El interior está constituido por dos plantas unidas entre sí por una escalera. El plano inferior no presenta particulares decoraciones o motivos, muy probablemente porque fue utilizada como sala de almacenamiento del tesoro formado por varios objetos litúrgicos y preciosos; la planta superior está decorada por frescos casi por completo con escenas sacadas de la vida de Jesucristo y son atribuibles a la obra de Floriano Ferramola.

## La leyenda
La tradición quiere que el interior del Monasterio de Santa Julia Desiderata o Ermengarda, hija del rey Desiderio y mujer de la que Carlomagno repudió, vivió su tremenda experiencia humana de mujer abandonada por el marido porque no pudo darle un heredero al emperador. La historia era más compleja porque los lombardos amenazaron con atacar el estado de la Iglesia y el rey de los francos, Carlomagno, de hecho, era aliado de esta última, debió renegar de su esposa por motivos políticos.